# The Suicide Machines
The Suicide Machines — панк-группа, возникшая в 1991 году Детройте. В отличие от многих групп, SM не играли одно и то же, они старались играть в различных стилях, хотя изначально позиционировались как ска-панк-группа.

## Участники
- Джейсон Наварро (Jason «Jay» Navarro) — вокал (1991—2006)
- Дэн Лукасински (Dan Lukacinsky) — гитара, бэк-вокал (1991—2006)
- Джейсон Брэйк (Jason «Jay» Brake) — бас (1991—1994)
- Стефан Рейриг (Stefan Rairigh) — барабаны (1991—1992)
- Билл Дженнингс (Bill Jennings) — барабаны (1992)
- Дерек Грант (Derek Grant) — барабаны (1992—1998)
- Дейв Смит (Dave Smith) — бас (1994)
- Ройс Нанли (Royce Nunley) — бас (1994—2002)
- Эрин Питман (Erin Pitman) — барабаны (1998)
- Райан Вандерберг (Ryan Vandeberghe) — барабаны (1998—2006)
- Рич Ширхарт (Rich Tschirhart) — бас, бэк-вокал (2002—2006)

## Дискография
- 1996 — Destruction By Definition
- 1998 — Battle Hymns
- 2000 — The Suicide Machines
- 2001 — Steal This Record
- 2003 — A Match and Some Gasoline
- 2005 — War Profiteering Is Killing Us All